# Rocky V
Rocky V is een Amerikaanse film uit 1990, geregisseerd door John G. Avildsen en geschreven door Sylvester Stallone, die tevens de hoofdrol speelt. Het is het slechtst ontvangen deel uit de filmreeks en werd genomineerd voor zeven Golden Raspberry Awards. De film ging in Nederland in première op 14 december 1990.

## Verhaal
Nadat gebleken is dat de Russische bokser Ivan Drago (zie Rocky IV) Rocky Balboa permanente hersenbeschadiging heeft toegebracht, is deze gedwongen te stoppen met boksen. Bij thuiskomst blijkt dat al zijn geld is vergokt. Balboa besluit daarop een jonge veelbelovende bokser, Tommy 'The Machine' Gunn (Tommy Morrison), te gaan trainen. Hij steekt zijn ziel en zaligheid in de jongen, waardoor zijn eigen puberende zoon Robert (Sage Stallone) het gevoel krijgt amper te bestaan voor zijn vader en gaat rebelleren. Gunn schuift Balboa aan de kant wanneer hij wordt verleid door de gouden bergen die bokspromotor George Washington Duke (Richard Gant) hem belooft.
Wanneer Gunn de kampioen Union Cane verslaat en nu de nieuwe wereldkampioen zwaargewicht is, zegt hij dat hij dit allemaal aan Duke te danken heeft. Een enige tijd later staat Gunn voor Rocky`s neus en daagt hem uit voor een gevecht in de ring, maar Rocky wil het uitvechten op straat, zonder media. Terwijl Rocky eigenlijk niet meer mag vechten doet hij het toch. Rocky wint het gevecht met een knock-out. De film eindigt met de trap waar Rocky altijd zijn training afmaakt, samen met zijn zoon Robert kijken ze samen naar het beeld van Rocky, waarna de film eindigt.

## Rolverdeling
| Acteur             | Personage              |
| ------------------ | ---------------------- |
| Sylvester Stallone | Rocky Balboa           |
| Talia Shire        | Adrian Balboa          |
| Burt Young         | Paulie Pennino         |
| Sage Stallone      | Robert Balboa          |
| Tommy Morrison     | Tommy Gunn             |
| Richard Gant       | George Washington Duke |
| Tony Burton        | Tony Duke Evers        |
| Burgess Meredith   | Mickey Goldmill        |

## Trivia
- Tommy Gunn wordt gespeeld door Tommy Morrison, die in 1993 daadwerkelijk wereldkampioen boksen werd. Hij won dat jaar de World Boxing Organization-titel. Balboa's voornaamste tegenstanders in de vorige vier Rocky-delen waren acteurs, (twee keer Carl Weathers, Mr. T en Dolph Lundgren).
- Balboa's zoon Robert wordt in Rocky V gespeeld door Sage Stallone, de daadwerkelijke zoon van Sylvester Stallone.